# Mathlete's Feat
«Mathlete's Feat», llamado «Proeza mateatlética» en España y «Hazaña matemática» en Hispanoamérica, es un episodio perteneciente a la vigesimosexta temporada de la serie animada Los Simpson. Fue emitido el 17 de mayo de 2015 en Estados Unidos El episodio fue escrito por Michael Price. El episodio narra la situación de la Escuela Primaria de Springfield al adoptar la pedagogía Waldorf como método de enseñanza.

## Gag de sofá con Rick y Morty
El gag de sofá de este episodio contó con la participación de Rick y Morty. Mientras que los Simpson toman asiento, un platillo volador se estrella frente a ellos y los desintegra. En este vehículo, se encontraban Rick y Morty donde Morty dirigía la nave. Éste se asusta al ver que "mató" a los Simpson por lo que Rick lo manda a través de un portal con una muestra donde estaba una sustancia proveniente de los Simpson, esto para clonarlos, mientras que Rick iba a solucionar el accidente de alguna forma. Morty llega a un lugar donde realizaban clonación (aparentemente Nueva Nueva York, de Futurama). Al momento en que Morty solucionaba su error, Rick se encontraba bebiendo y robando en la casa de los Simpson, donde incluso congeló a Ned Flanders. Cuando Morty regresa al lugar de los hechos, Rick realiza el experimento con los clones pero éstos salen deformados y con ciertos rasgos de Rick por lo que éste le dice a Morty que cuando lleve una muestra genética, nunca lo mezcle con su saliva. Rick se va con una bolsa llena de artículos de la familia y a la vez, conduce la nave para evitar problemas pero golpea a Flanders congelado y lo destruye. Finaliza con Bart reclamando "Ya no más animadores invitados".

## Sinopsis
Todo comienza con la participación de la Escuela Primaria de Springfield en una competencia de matemáticas contra la Escuela Primaria de Waverly Hills. Ambas instituciones hacen una presentación audiovisual de sus predios, la de Springfield fue dirigida por Chalmskinn (productora audiovisual hecha por Skinner y Chalmers) mientras que la de Waverly Hills fue hecha por Michael Bay. Después de que Springfield perdiera ante Waverly Hills, Lisa piensa que su escuela nunca lo superará porque ellos son millonarios.
Para evitar esto, Doug, Gary y Benjamin donan dinero para la escuela con el fin de ser un mejor lugar para estudiar para los niños. De repente, usan el dinero para llevar a la escuela a una era tecnológica y digital. Luego de que esto sucediera, sucede que los estudiantes no usaban sus tabletas para estudiar sino para ver películas o juegos (esto por descuido del director Skinner). El uso excesivo de la energía eléctrica y de la señal internet provocaron una sobrecarga y esto llevó a un pulso electromagnético el cual, provocó la destrucción de todos los equipos digitales de la escuela.
Después del desastre sucedido con la escuela, Lisa quiere ver un video que la maestra Hoover mostraba desde su teléfono celular pero sus compañeros no la dejan ver por lo que , mientras oía el audio del video, veía al jardinero Willie midiendo con una estaca y una cuerda con nudos. Por curiosidad, Lisa aprende el sistema métrico que usaba Willie. Lisa sugiere a Skinner cambiar el sistema educativo y llevarlas a usar la pedagogía Waldorf donde toda la educación es netamente práctica. Con el avance del método, todos los estudiantes mejoran sus conocimientos y además, usan sombreros como distintivos. El jardinero Willie se convierte en el entrenador del equipo de matemáticas donde Bart era el capitán. Al final de esto, ambos equipos tienen difíciles pruebas y terminan empatados, la pregunta era difícil, pero Bart le da la victoria a su equipo en el desempate. Willie dijo que había alguien a quien agradecerle, lisa pensaba que a ella, pero en realidad eran los bajos estándares.
Al finalizar el episodio, el equipo celebra comiendo pizza pero Lisa (quien había bebido demasiado refresco) celebra sarcásticamente con Willie por la forma de aprender pero éste le revela que su cuerda con nudos y estaca no era usada como instrumento de medidas sino como método de castigo y muerte en Escocia, por lo que Lisa se decepciona de todo por lo que había luchado.